# Cyanogeenchloride
Cyanogeenchloride (ook aangeduid als chloorcyanide of CK) is een toxische anorganische verbinding van chloor, met als brutoformule ClCN. De stof komt voor als een kleurloos samengeperst vloeibaar gas, dat matig oplosbaar is in water. Chemisch gezien is het een lineair pseudohalogeen.
Cyanogeenchloride is een chemisch wapen dat wordt gerekend tot de categorie zuurstofverdringende gassen. Het werd vooral in de Eerste Wereldoorlog gebruikt, meestal in combinatie met blauwzuur (waterstofcyanide), om zo een nog dodelijker werking te garanderen. In laboratoria is de stof een nuttig reagens voor de organische chemie.

## Geschiedenis
Cyanogeenchloride werd rond 1800 voor het eerst gesynthetiseerd door Franse scheikundigen. In 1916 werd het door de Fransen bij de Eerste Wereldoorlog voor het eerst als gifgas gebruikt. Eerst gebruikte men waterstofcyanide (blauwzuur) maar men ontdekte dat cyanogeenchloride door de hogere dichtheid minder snel wegwaaide en beter in de loopgraven bleef hangen. Omdat cyanogeenchloride met zichzelf kan reageren tot het minder giftige trichloortriazine werd arseen(III)chloride toegevoegd als stabilisator. Bovendien kwam het de aanvallers goed uit dat arseen(III)chloride ook giftig is.

## Synthese
De klassieke synthese van cyanogeenchloride is een oxidatie van natriumcyanide met chloorgas:
{\displaystyle \mathrm {NaCN\ +\ Cl_{2}\ \longrightarrow \ ClCN\ +\ NaCl} }
Het kan ook worden verkregen door de chlorering van waterstofcyanide of door ontleding van trimethylsilylcyanide.

## Structuur en reactiviteit
Cyanogeenchloride bezit een lineaire moleculaire geometrie en bestaat formeel uit een cyanidegroep waaraan via een covalente binding een chlooratoom gebonden. De koolstof-stikstofbinding is 116 pm en de koolstof-chloorbinding is 163 pm lang. De aanwezigheid van de cyanidefunctionaliteit zorgt ervoor dat cyanogeenchloride zeer stabiele (zogenaamde low spin) octaëdrische metaalcomplexen vormen, waardoor het sterk aan metaalionen kan binden. Dit is de oorzaak van de grote giftigheid van cyanogeenchloride.
In de aanwezigheid van zuren trimeriseert de stof tot het cyclische cyanuurchloride.
Cyanogeenchloride reageert traag via een hydrolysereactie met water of waterdamp, waarbij waterstofcyanide (blauwzuur) ontstaat:
{\displaystyle \mathrm {ClCN\ +\ H_{2}O\ \longrightarrow \ HCN\ +\ HOCl} }
Wanneer cyanogeenchloride wordt opgelost in nucleofiele oplosmiddelen zoals water en ethanol, wordt het langzaam afgebroken. Dit is te verklaren door een nucleofiele aanval op het elektrofiele koolstofatoom. Hierbij bindt de nucleofiel aan het koolstofatoom waarbij het chloor wordt afgesplitst.

## Toxiciteit

### Mechanisme
Cyaniden vormen relatief stabiele complexen met verschillende actieve metaalionen. De belangrijkste is een irreversibele reactie aan ijzer (Fe3+) in het cytochroomoxidase, waardoor dit enzym geïnhibeerd wordt. De sterke affiniteit van cyanide voor Fe3+ is een combinatie van ladingsinteracties en het feit dat het cyanide-ion een zwakke π-acceptor is. In mitochondriën is dit enzym nodig in de ademhalingsketen: gereduceerd nicotinamide-adenine-dinucleotide (NADH) wordt geoxideerd tot NAD+. Energie die bij deze reactie vrijkomt wordt gebruikt om adenosinetrifosfaat (ATP) te vormen uit adenosine (ADP) en fosforzuur. Wanneer deze ademhalingsketen door cyanogeenchloride geblokkeerd wordt, kunnen de elektronen niet meer overgedragen worden en zal er een overmaat aan NADH en een tekort aan ATP en NAD+ ontstaan. Hierdoor worden de citroenzuurcyclus en de aerobe glycolyse geïnhibeerd, met als gevolg dat de energiehuishouding van de cel ernstig verstoord raakt. Wanneer de cel ATP uit de glycolyse hydrolyseert, ontstaan er protonen. Deze worden echter niet meer gebufferd door de oxidatieve fosforylering, waardoor een overmaat protonen ontstaat en dientengevolge een te lage pH. Dit leidt tot acidose. Daarnaast wordt de omzetting van glucose naar lactaat een belangrijke bron van ATP en dit leidt tot hoge concentraties van het lactaat. Het gevolg van de verminderde aerobe glycolyse is verlies van cellulaire functies en uiteindelijk celdood. Met name het centraal zenuwstelsel en het hart worden hierbij getroffen, omdat daar hoofdzakelijk aerobe ademhaling plaatsvindt.
Cyanogeenchloride brengt daarnaast ook een verschuiving van de oxihemoglobine-dissociatiekromme teweeg, waardoor zuurstof minder gemakkelijk los komt van hemoglobine in de weefsels. Ook hierbij ontstaat dus cellulaire hypoxie.

### Kinetiek

#### Absorptie
Cyanogeenchloride wordt gemakkelijk opgenomen na inademing, ingestie (inslikken) en blootstelling aan de huid. Er is quasi volledige opname bij orale inname.

#### Distributie
Over de distributie van cyanogeenchloride is nog niets bekend. Wel is bekend dat bij hoge concentraties, cyanogeenchloride terug is te vinden in de lever, de longen, de nieren, de hersenen en het bloed.

#### Omzetting
Het is bekend dat ongeveer 80% van cyanogeenchloride wordt omgezet tot het thiocyanaation (SCN−) door rhodanase, een thiosufaat-cyanide-zwaveltransferase-enzym. Dit enzym komt voor in de mitochondriën van de skeletspieren, de lever en de nieren. Het actieve deel van dit enzym is het zwavelhoudende aminozuur cysteïne. Deze reageert eerst met thiosulfaat, met vorming van een thiolgroep. Daarna reageert deze groep met het cyanide tot thiocyanaat, waarbij een zwavelatoom wordt overgedragen. Voor deze detoxificatie is veel thiosulfaat nodig. Daarom wordt deze stof (onder de vorm van natriumthiosulfaat) bij een ernstige cyanidevergiftiging toegediend, zodat de omzetting van cyanide weer plaats kan vinden.
Een ander enzym met dezelfde werking is β-mercaptopyruvaat-cyanide-zwaveltransferase. Het komt vooral voor in de lever, nieren en rode bloedcellen en katalyseert de reactie tussen mercaptopyruvaat en cyanide:
{\displaystyle \mathrm {HSCH_{2}COCOO^{-}\ +\ CN^{-}\ \longrightarrow \ SCN^{-}\ +\ CH_{3}COCOO^{-}} }
5 tot 20% van het cyanogeenchloride wordt in combinatie met cysteïne omgezet in ATCA (2-amino-2-thiazoline-4-carbonzuur). Dit zuur staat in evenwicht met zijn tautomeer ITCA (2-iminothiazolidine-4-carbonzuur), afhankelijk van de pH. Als de cyanidetoxiciteit zich ontwikkelt, wordt de bijdrage van het ATCA-metabolisme groter. Dit wordt veroorzaakt door de dalende pH, wat leidt tot een afname van de rhodanase-activiteit.
De doelwitorganen van cyanidetoxiciteit zijn de hersenen en het hart. Hier is het rhodanaseniveau sowieso al laag en dus wordt de vorming van ATCA hier belangrijk. ATCA is neurotoxisch en kan convulsie, vaak geïnduceerd door excitotoxinen, veroorzaken. Daarom kunnen ATCA-antagonisten gebruikt worden voor de behandeling van een cyanidevergiftiging.

#### Uitscheiding
Cyanogeenchloride wordt vooral uitgescheiden in de thiocyanaatvorm die in urine oplost. Een zeer klein gedeelte kan ook via uitgeademde lucht het lichaam verlaten. ATCA wordt uitgescheiden via het speeksel en de urine.

### Effecten op het lichaam

#### Irritatie
Wanneer cyanogeenchloride in aanraking komt met de huid, levert dit een irriterend gevoel voor de huid. De ogen kunnen gaan irriteren en tranen na intoxicatie en na inhalatie ontstaat er irritatie van de luchtwegen.

#### Toxiciteit na acute blootstelling
Een vergiftiging met cyanogeenchloride behoort tot de snelst werkende vergiften. Na inhalatie kunnen de symptomen al binnen enkele minuten tot een half uur optreden. Als er een uur na de blootstelling nog geen of weinig ernstige symptomen zijn opgetreden, zijn er geen levensbedreigende problemen meer te verwachten.

#### Symptomen na acute blootstelling
Personen met een cyanogeenchloridevergiftiging kunnen tal van symptomen vertonen, afhankelijk van de geabsorbeerde dosis. Een lichte dosis wordt gekenmerkt door kortademigheid, een licht gevoel in het hoofd, duizeligheid, misselijkheid, overgeven, verwarring, onrustigheid en angst. Bij een hogere dosis verandert de kortademigheid in hyperventilatie en kan er longoedeem optreden. Bij een zeer hoge dosis cyanide kan er een verminderd bewustzijn, coma en kramp optreden. Ook kunnen er spasmen in de spieren, waarbij het hoofd, de nek en de wervelkolom achterover gebogen wordt, optreden. De pupillen van de patiënt zijn verwijd en cyanogeenchloridevergiftiging kan in ernstige gevallen zelfs de dood als gevolg hebben.
De symptomen kunnen gerangschikt worden aan hand van de plaats van blootstelling:
- Luchtwegen
- Ogen
- Huid
- Mond- en keelholte, slokdarm

##### Blootstelling via de luchtwegen
Bij een lichte cyanogeenchloridevergiftiging:
- effecten op het centraal zenuwstelsel: hoofdpijn, verwarring, angstigheid, duizeligheid, malaise en verlies van bewustzijn
- effect op het hart: hartkloppingen
- effecten op de ademhaling: irritatie in de luchtwegen, problemen met ademhalen of benauwdheid en hyperventilatie
- effecten op het maag-darmstelsel: misselijkheid en overgeven

Bij een ernstige cyanogeenchloridevergiftiging:
- effecten op het centraal zenuwstelsel: coma, epileptische aanvallen en verwijde pupillen
- effecten op het hart: shock, abnormaal of verstoord hartritme, zeer lage bloeddruk en hartstilstand
- effecten op de ademhaling: zeer snelle ademhaling gevolgd door erg langzame ademhaling, ophoping van vocht in de longen en het stoppen van de ademhaling
- effecten op het oog: verwijde pupillen, ontstekingen in het oog en tijdelijke blindheid

##### Blootstelling aan het oog
Blootstelling aan de ogen leidt tot intense irritatie, blefarospasme en traanproductie.

##### Blootstelling aan de huid
Contact met de huid leidt tot irritatie. Contact met het vloeibaar gemaakt gas kan leiden tot brandwonden of bevriezing van de huid. Het is mogelijk dat er ook effecten in de rest van het lichaam optreden.

##### Blootstelling via ingestie
Cyanogeenchloride heeft een bittere, scherpe en bijtende smaak. Inslikken heeft als gevolg een vernauwing en gevoelloosheid van de keel, hypersalivatie, misselijkheid en overgeven. Het is mogelijk dat er ook effecten in de rest van het lichaam optreden.

#### Toxiciteit na chronische blootstelling
Bij chronische blootstelling aan cyanogeenchloride is het meest gevoelige effect de ontwikkeling van een kropgezwel (schildkliergezwel). Daarnaast zijn er verhoogde incidenties van hoofdpijn, verzwakking, veranderingen in smaak en geur, duizeligheid, irritatie van de keel, overgeven, kortademigheid, tranenvloed, pijn in de hartstreek, hypersalivatie, verstoring van de scherpstelling en krankzinnigheid.

#### Carcinogeniteit en genotoxiciteit
Het is nog niet eenduidig aangetoond dat cyanogeenchloride carcinogeen is. Een definitieve conclusie is hierover echter niet te trekken. Cyanogeenchloride lijkt niet genotoxisch, maar vanwege het beperkte aantal studies hierover is er nog geen definitieve conclusie te trekken.

#### Reproductie toxiciteit
Cyanogeenchloride veroorzaakt schade aan embryo's en leidt tot aangeboren afwijkingen wanneer de dosis ook schadelijk is voor de moeder. Bij een lagere dosis zijn de effecten niet bekend.

## Behandeling

### Lokale behandeling
Bij huidcontact moet de huid onmiddellijk gespoeld worden met water en eventueel besmette kleding en/of schoenen dienen uitgetrokken te worden. Als cyanogeenchloride in contact komt met de ogen moeten ook deze meteen worden gespoeld met water. Als er na het spoelen nog klachten zijn is het raadzaam een oogarts te waarschuwen.

### Absorptievermindering
Bij ingestie dient de maag zo snel mogelijk leeg gemaakt te worden door braken of een maagspoeling. Als er sprake is van inhalatie moet de persoon zo snel mogelijk uit de besmette omgeving worden gehaald.

### Cyanide-specifieke behandeling
Bij ernstig contact met cyanogeenchloride moet de betreffende persoon zo veel mogelijk rusten, om het zuurstofverbruik zo klein mogelijk te maken. Verder wordt doorgaans 100% zuurstofgas toegediend of mond-op-mondbeademing toegepast. Bij matige (geen ademnood, geen bewustzijnsverlies) intoxicatie kan hierna natriumthiosulfaat toegediend worden (50 mL van 25% oplossing), waardoor het cyanide makkelijker uitgescheiden kan worden.
Bij ernstige intoxicatie wordt de uitscheiding bevorderd door ofwel intraveneuze toediening van hydroxocobalamine en eventueel natriumthiosulfaat (behandelingswijze 1), ofwel door 4-dimethylaminofenol en natriumthiosulfaat intraveneus toe te dienen (behandelingswijze 2).

#### Behandelingswijze 1
Cyanide heeft een hoge affiniteit voor kobalt onder de vorm Co2+. Wanneer cyanide reageert met hydroxocobalamine ontstaat er cyanocobalamine, dat gemakkelijk uitgescheiden kan worden in de urine of via de galblaas. De dosering bij volwassenen bedraagt 5 gram in 100 mL van een 0,9% NaCl-oplossing (of 70 mg/kg lichaamsgewicht) en deze behandeling kan - als dat nodig is - herhaald worden. Bij zeer ernstige intoxicaties kan hierna (intraveneus) natriumthiosulfaat toegediend worden. De dosering is bij volwassenen 50 mL van 25% natriumthiosulfaat-oplossing (toegediend aan een snelheid van 2,5 tot 5 mL per minuut). Een bijwerking van hydroxocobalamine is dat de urine, plasma en het weefsel op de toedieningsplek een roze tot rode kleur krijgt, vanwege de rode kleur van zowel hydroxo- als cyanocobalamine.
In Engeland en Australië wordt kobalt-EDTA gebruikt voor de chelatie van cyanide. Dit complex wordt vervolgens uitgescheiden via de nieren. De dosering is 300 mg kobalt-EDTA dat in 1 minuut via een infuus wordt toegediend. Wanneer dit geen respons geeft kan dit na 5 minuten nog een keer herhaald worden. De belangrijkste bijwerking hiervan is een anafylactische reactie.

#### Behandelingswijze 2
Het doel van de toediening van 4-dimethylaminofenol en natriumthiosulfaat is het induceren van de methemoglobinevorming en het bevorderen van uitscheiding van thiocyanaat respectievelijk. Methemoglobine bindt goed met een vrij cyanide-ion. Door de methemoglobineconcentratie te verhogen kunnen er meer cyanide-ionen afgevangen worden.
Door daarnaast ook nog natriumthiosulfaat toe te dienen, wordt het complex (cyanidegebonden methemoglobine) verhoogd omgezet tot thiocyanaat door het rhodanase-enzym. Hierdoor wordt de uitscheiding van thiocyanaat bevorderd.
De dosering bedraagt 3,25 mg 4-dimethylaminofenol per kg lichaamsgewicht. Het is hierbij van belang dat de behandeling niet wordt herhaald, voordat het methemoglobinegehalte in het bloed is bepaald.

## Effect op dieren
Het effect van blootstelling aan cyanogeenchloride is door Flury en Zernik onderzocht in vijf diersoorten. Bij muizen was een concentratie van ongeveer 500 ppm na drie minuten fataal, bij katten was 120 ppm na 3,5 minuten fataal, bij honden was 48 ppm (120 mg/m³) dodelijk na 6 uur, bij geiten was 1000 ppm gedurende 3 minuten fataal na 70 uur, en een dosis van 1200 ppm was fataal bij konijnen. Andere studies hebben aangetoond dat dieren die blootgesteld zijn aan cyanogeenchloride een verstoord celmetabolisme en longoedeem hebben.
Cyanogeenchloride veroorzaakt bij dieren oog-, slijmvlies-, huid-, mond-, neus- en keelirritatie. Er is nog geen experimentele data over de absorptie via de huid.
De LD50 in ratten bedraagt 5,400 mg/m³ (2700 ppm) gedurende 3 minuten, in apen is het 4400 mg/m³ (2200 ppm) gedurende 1 minuut en in konijnen bedraagt de LD50 6000 mg/m³ (3000 ppm) gedurende 7 minuten. De LD50 voor het inademen van cyanogeenchloride voor katten is vastgesteld op 100 mg/m³ en in ratten op 7536 mg/m³. Ratten hebben bij orale toediening een LD50 van 6 mg/kg lichaamsgewicht.

## Tegengif
Sulfanagen, een tegengif tegen cyanide-vergiftigingen, is ontwikkeld aan de Universiteit van Minnesota. Dit tegengif werkt al binnen drie minuten en kan vóór een verwachte blootstelling worden ingenomen. Tot nu toe is sulfanagen alleen nog op muizen getest, maar de resultaten zijn zo overtuigend dat het aannemelijk is dat een tegengif gevonden is.